# Blood-Horse

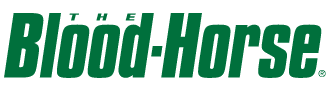
Ehemaliges Logo

Blood-Horse (auch Blood-Horse oder Bloodhorse genannt) ist eine monatlich erscheinende, englischsprachige Fachzeitschrift mit Fokus auf den Themen Pferdezucht und Pferderennen, wobei die Englischen Vollblüter im Mittelpunkt der Berichterstattung stehen. Neben Artikeln zu Rennen, den dazugehörigen Analysen und Diskussionen sowie Veranstaltungsankündigungen enthält The Blood-Horse auch investigative Reportagen, Informationen über beispielsweise Stammbäume, medizinische Aspekte, Farmmanagement und Neuigkeiten aus dem Zuchtgeschehen und ferner Steckbriefe einzelner Pferde.
Das renommierte Journal ist mit Gründungsdatum von 1916 die älteste durchgehend publizierte Zeitschrift dieses Fachbereichs in Nordamerika. Herausgegeben wird sie in Lexington, Kentucky, („Horse Capital of the World“) durch die Blood-Horse Publications – in Zusammenarbeit mit der ebenfalls dort ansässigen Thoroughbred Owners and Breeders Association (TOBA).
Zum Millennium veröffentlichte man die Liste der 100 besten amerikanischen Rennpferde des 20. Jahrhunderts. Im Juli 2003 erntete The Blood-Horse großes Lob von verschiedenster Seite für einen Bericht über die heimliche Schlachtung des in den 1980er Jahren erfolgreichen Rennpferdes Ferdinand in Japan, nachdem dieser nicht die gewünschten Zuchtergebnisse erbracht hatte. Der Artikel war Auslöser für die Einführung der „Ferdinand Fee“ im Jahr 2006. Diese kleine, freiwillige Abgabe bei Rennen kommt den zwei Organisationen Bluegrass Charities und Thoroughbred Charities of America zugute, die sich um das Gnadenbrot für gealterte Vollblüter kümmern.